# Santo Piby
Santo Piby (em inglês, Holy Piby), também conhecido como A Bíblia do Homem Negro é um texto religioso escrito pelo anguilano Robert Athlyi Rogers, fundador de uma religião afrocêntrica chamada "Igreja Construtiva Afro-Athlicana". O texto foi escrito entre 1913 e 1917 e impresso nos Estados Unidos em 1924. A teologia delineada nesta obra via os etíopes (no sentido clássico de todos os africanos) como o povo escolhido por Deus. A igreja pregava autossuficiência e autodeterminação para os africanos, usando o Piby como documento orientador.[carece de fontes?]
Atualmente, o Santo Piby é hoje reconhecido como um documento raiz da religião rastafari. Muitos adeptos rastafári acreditam que o Santo Piby é o mais próximo (mas não necessariamente exatamente idêntico) ao primeiro rascunho da Bíblia do que as traduções bíblicas atuais (que eles acreditam terem sido corrompidas pelos brancos). De acordo com a tradição Rastafari, a verdadeira Bíblia teria sido escrita em amárico.
As cópias da primeira edição do livro são extremamente raras. Não há cópias listadas nos catálogos da Biblioteca do Congresso, o que é altamente incomum. O Santo Piby chegou a ser proibido na Jamaica e em outras ilhas do Caribe em meados e no final da década de 1920. Hoje, o Santo Piby é aclamado por muitos rastafáris como uma fonte primária.

## Conteúdo
O Santo Piby é composto de quatro livros. O primeiro, intitulado "O Primeiro Livro de Athlyi Chamado Athlyi", tem apenas dois capítulos. O próximo, "O Segundo Livro de Athlyi Chamado Agregação", é o maior, com quinze capítulos, o sétimo dos quais identifica Marcus Garvey como um dos três apóstolos de Deus. O "Terceiro Livro de Athlyi Nomeado Os Fatos dos Apóstolos" apresenta dois membros proeminentes da UNIA-ACL, Robert Lincoln Poston e Henrietta Vinton Davis, como os outros apóstolos da Santíssima Trindade. O título do último livro é "O Quarto Livro de Athlyi Chamado Precaução". Esse livro é seguido por uma série de perguntas e respostas semelhantes a um catecismo em que Garvey, Davis e Poston são proclamados os salvadores dos "crianças oprimidas da Etiópia".